# 仲孙湫
仲孫湫（？—？），中国春秋时期齐国的大夫。
前648年，王子带逃到齐国，次年（前647年）春天，齐桓公让仲孙湫到成周聘问，顺便提起王子带的事。仲孙湫回来报告，没有提王子带的事，天子周襄王的怒气还没有消，得十年之后，天子才会召王子带回去。秋天，因为戎人入侵，诸侯派兵到成周驻防，齐国派仲孙湫率兵前去。